# Братство Персня
«Братство Персня», в інших перекладах також «Братерство Персня», «Хранителі Персня» (англ. The Fellowship of the Ring) — перша частина роману англійського письменника Дж. Р. Р. Толкіна «Володар перснів», що публікується разом із прологом, який не входить до складу всієї книги. Складається з двох книг. Вперше видана 24 липня 1954 року у Великій Британії. Події відбуваються у Середзем'ї у Третю епоху. Наступні частини називаються «Дві вежі» та «Повернення короля». Твір екранізовано: у 2001 році Пітером Джексоном фільм «Володар перснів: Хранителі Персня».

## Головні герої
- Фродо Торбин — гобіт, головний герой трилогії
- Семвайс Гемджі — гобіт, слуга Фродо, син садівника
- Переґрін Тук — гобіт, племінник Фродо
- Меріадок Брендіцап — гобіт, племінник Фродо
- Араґорн — вождь Північних Слідопитів, нащадок королів Арнору і Ґондору
- Ґандальф — маг-істарі
- Боромир — син гондорського намісника-правителя, брат Фарамира
- Ґімлі — гном з Еребору, син Ґлоїна
- Леґолас — ельф з Морок-лісу, син короля Трандуїла
- Саруман — маг-істарі
- Саурон — Володар Перснів, головний антагоніст
- Том Бомбадил — господар Пралісу
- Золотниця — дружина Тома Бомбадила
- Чорні Вершники — назґули, раби Персня, слуги Саурона
- Елронд — володар ельфів
- Ґаладріель — володарка ельфів
- Келеборн — володар ельфів, чоловік Ґаладріель
- Арвен — дочка Елронда
- Барліман Баттербур
- Ґлорфіндел — ельф, радник Елронда

## Зміст

### Пролог

Єдиний Перстень

У пролозі розповідається про гобітів, їх звичаї, звички, державний устрій, життя в цілому. А також згадується історія знаходження персня Більбо Торбином, що описана в книзі «Гобіт, або Мандрівка за Імлисті гори» («Гобіт, або Туди й Назад»).

### Книга 1
Гобіт Більбо Торбин збирається відсвяткувати своє 111-річчя та 33-річчя племінника Фродо (гобіти стають повнолітніми саме у 33 роки), що мешкає у нього після смерті батьків. На свято запрошена майже весь Шир. Прибуває і старий знайомий гобіта Ґандальф. Посеред промови Більбо непомітно одягає Перстень і стає невидимим. Тепер він вирушає до Рівенделу, де живуть ельфи, а перстень залишає племіннику у спадок. Ґандальф дізнається, що це саме той Перстень, яким володів Саурон (втілення Зла). Це Єдиний Перстень, який потрапив до істоти на ім'я Ґолум, що володіла ним півстоліття. Але Ґолум загубив його і той був знайдений Більбо. Фродо має вирушити до Рівенделу, де править ельф Елронд, який має вирішити, що робити з Перснем. Фродо вирушає в подорож, коли йому вже 50 років. Разом з ним вирушають його садівник Сем Гемджі та друзі Переґрін Тук і Меріадок Брендіцап. У лісі вони зустрічають ельфів на чолі з Гілдором, що бажають їм успіхів. Та на них вже чигають небезпеки. По дорозі їм зустрічається кілька Чорних Вершників Саурона, а біля річки проти них виступає Дід-Верба. Від нього їх рятує Том Бомбадил, який також показує їм подальший шлях. Згодом Том знову рятує їх, тепер вже від мертвих з могильників. У містечку Брі вони знайомляться з Араґорном, що стає їх поводирем. Чорні Вершники викрадають коней, та друзі вирушають разом з поні Біллом. Їх вороги знову наздоганяють їх на руїнах Амон-Сул, де ранять Фродо у плече морґульським клинком. Наздоганяючи Фродо через річку Чорні Вершники втрачають коней, яких топить, збунтувавши річку, Елронд. Фродо прибуває в Рівендел, де його чекає Ґандальф і виліковує Елронд.

### Книга 2
У Рівенделі відбувається рада, на якій вирішують, що Перстень має бути знищений у горнилі вулкана Ородруїну (Вогняна гора). Перстень буде нести «Братство персня», яке складається з Фродо, Сема, Мері, Піппіна, Араґорна, майбутнього короля Ґондору, Ґандальфа, могутнього мага, Боромира, сина намісника Ґондору, ельфійського принца Леґоласа та ґнома Ґімлі, сина Ґлоїна, що був у дорозі з Більбо. В цей час перековують меч короля Андуріл, його отримує Араґорн. Більбо дарує небожу свій меч Жало та кольчугу з мітрилу. Спершу шлях простягається через підземне царство гномів Морію, адже над нею їм не дав пройти поплічник Саурона маг Саруман, хоча і тут їм довелося перемогти озерне чудовисько та вовкулак. Там відбувається бій з орками, тролями та вогняним демоном балроґом, який падає з мосту разом з Ґандальфом, і обоє гинуть. Далі Братство потрапляє у Лоріен до ельфів Ґаладріелі. Вона показує Фродо можливе майбутнє, і він хоче віддати перстень їй, але вона відмовляється. У дорогу вона дарує Араґорну піхви для меча та брошку-орла, Піппіну і Меррі — срібні пояси, а Боромиру золотий з топазами; Леґолас отримав нові сагайдак та стріли, Сем — землю Лоріену та мотузку, Ґімлі — пасмо Ґаладріелі; а Фродо вона подарувала Ельфійський Світильник. Також мандрівники отримали лембас, ельфійський хліб, та маскувальні накидки. Вони вирушили на човнах по річці Андуїн. Але не було серед них згоди: Боромир вважав, що Перстень треба везти в Ґондор, але з ним не погоджувався Фродо. Тоді той спробував забрати Перстень, та Фродо став невидимим і втік. Доки інші його шукали, орки схопили Піппіна і Мері. Боромир намагався їх захистити та загинув. А Фродо вирішив піти у Мордор сам, але до нього приєднався Сем Гемджі. Араґорн, Ґімлі та Леґолас прибули запізно, тому вирішили рятувати Мері та Піппіна. Братство було знищене.

## Глави
Книга 1
1. Довгоочікуване святкування
2. Тінь минулого
3. Троє у компанії
4. Короткий шлях до грибів
5. Викрита змова
6. Старий Ліс
7. У будинку Тома Бомбадила
8. Туман на Переправі
9. Під вивіскою «Гарцюючий поні»
10. Блукач
11. Ніж у пітьмі
12. Втеча до броду

Книга 2
1. Багато знайомств
2. Рада Елронда
3. Перстень йде на Південь
4. Подорож у темряві
5. Міст Кхазад-Думу
6. Лотлоріен
7. Дзеркало Ґаладріель
8. Прощання з Лоріеном
9. Велика Ріка
10. Розпад Братерства

## Українські переклади
Перший український переклад вийшов у 2002 році: спрощений переказ для дітей (під назвою «Перстень з Мордору»), зроблений Олександром Мокровольським. У 2003 році опубліковано першу повну українську версію роману («Хранителі Персня») Аліни Немірової, але вона являла собою адаптацію її ж російського перекладу, що вийшов роком раніше. У 2004 році в львівському видавництві «Астролябія» опубліковано переклад (під назвою «Братство Персня») Олени Фешовець, у 2013 році в тім же видавництві — новий переклад (теж під назвою «Братство Персня»), виконаний Катериною Оніщук.
Окрім того, у № 2 журналу «Ґіл-Естель» за 2003 рік опубліковано перший розділ роману в перекладі Богдана Стасюка («Володар Каблучок. Розділ 1. Свято, на яке чекали»), а в № 3 за 2004 рік — його продовження («Володар Каблучок. Розділ 2. Тінь минулого»), а в № 4 журналу «Рівен-діл» за 2005 р. — третій розділ перекладу Стасюка («Володар Каблучок. Розділ 3. Товариство трьох»).